# Mont-Royal (Québec)
 (juin 2023).
Si vous disposez d'ouvrages ou d'articles de référence ou si vous connaissez des sites web de qualité traitant du thème abordé ici, merci de compléter l'article en donnant les références utiles à sa vérifiabilité et en les liant à la section « Notes et références ».
Pour les articles homonymes, voir Mont-Royal.
Mont-Royal est une ville liée de l'agglomération de Montréal, au cœur de l'île de Montréal, au Québec. Elle abrite une population de 20 869 habitants (2016). Conçue en 1910 selon un plan de « cité modèle », sa fidélité au plan d'origine et la qualité de son patrimoine bâti lui valaient en 2008 la désignation de lieu historique national du Canada. Incorporée en 1912, disposant d'un rare statut bilingue (français / anglais) au Québec, Mont-Royal représente aujourd'hui l'un des milieux les plus aisés au pays. Dans la culture populaire, on tend à référer à elle sous le nom de « Ville Mont-Royal » ou simplement sous « TMR ».

## Géographie
La ville de Mont-Royal est limitrophe des arrondissements montréalais de : Villeray–Saint-Michel–Parc-Extension, Côte-des-Neiges–Notre-Dame-de-Grâce, Outremont et Saint-Laurent. On y retrouve le Centre Rockland.
L'église Saint-Joseph est la principale église catholique de cette ville. Il y a neuf lieux de culte dans la Ville.

## Histoire

### Concept d'aménagement

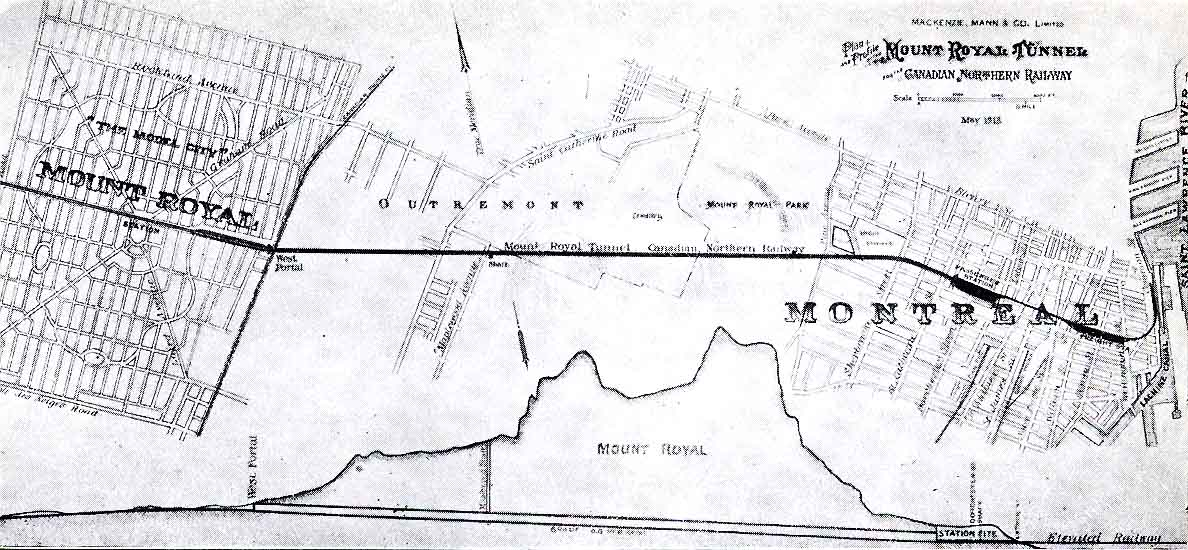
Plan de la « cité modèle » de Mont-Royal montrant le plan des rues proposé, le tunnel passant à travers Outremont, le mont Royal et aboutissant au centre-ville

Mont-Royal est née d’une initiative de la Canadian Northern Railway (depuis absorbée par le Canadien National), qui désirait établir une « ville idéale » au nord du mont Royal et rentabiliser le forage du tunnel sous le mont Royal. Le tunnel relierait le territoire au centre-ville de Montréal en quelques minutes à peine.
Entrepris en 1910 sous la gouverne de Sir William Mackenzie et Sir Donald Mann, propriétaires de la Canadian Northern Railway, ainsi que de leur ingénieur en chef, Henry K. Wicksteed, le projet résidentiel verrait Frederick Gage Todd en concevoir les plans. Ce dernier mettrait à profit des mouvements urbanistiques progressistes et s'inspirerait notamment des concepts de la cité-jardin d'Ebenezer Howard, en reprenant certains aspects du mouvement City Beautiful dans sa planification du territoire.
À ce jour, les aménagements urbains exceptionnels de Mont-Royal respectent toujours en essence les plans originaux préparés par l’architecte paysagiste. Il est parfois suggéré que les plans de Mont-Royal s’inspirent entre autres de ceux de Washington, D.C. (États-Unis), dont les deux boulevards se croisent en diagonale dans un espace vert central.

### Développement
La ville est incorporée officiellement le 21 décembre 1912.
À l’époque, le développement domiciliaire est mené en même temps que la construction d’un tunnel sous le mont Royal, lequel permet une liaison ferroviaire directe entre la nouvelle municipalité et le centre-ville de Montréal. Le premier train de passagers s’engage sur les rails le 21 octobre 1918.

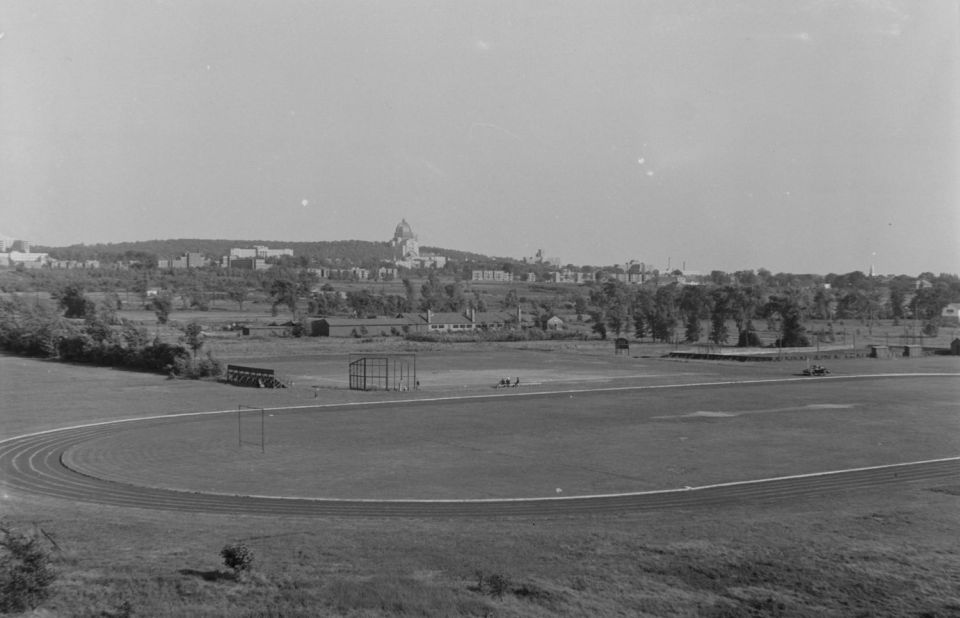
Terrain de baseball à Mont-Royal en 1941

Nouvellement reliée au centre-ville de Montréal par un tunnel de 5,3 km, la Ville de Mont-Royal voit sa valeur foncière augmenter de façon significative. Plusieurs noms de rue témoignent encore aujourd’hui du lien étroit qui existe entre la municipalité et le chemin de fer, notamment le chemin Canora, qui rappelle les premières syllabes de la Canadian Northern Railway, et l’avenue Wicksteed, nommée en l’honneur de l’ingénieur Henry K. Wicksteed.
La ville prend son véritable essor sur le plan économique au cours des années 1950, quand des industries commencent à s’implanter dans le secteur industriel. Dans la foulée, l’autoroute Métropolitaine et l’autoroute des Laurentides prennent la relève du chemin de la Côte-de-Liesse, la construction résidentielle démarre sur un ancien terrain de golf et la rue Jean-Talon est prolongée entre les chemins de la Côte-des-Neiges et Canora.

### De nos jours
Le 1er janvier 2002, en dépit de sa volonté, la ville de Mont-Royal fusionne avec celle de Montréal en vertu d'une loi du gouvernement du Québec. Après l’élection d’un gouvernement libéral à Québec, un référendum sur les défusions municipales a lieu le 20 juin 2004, à l'issue duquel les résidents de Mont-Royal votent pour redevenir une municipalité autonome. La défusion est effective le 1er janvier 2006, mais la nouvelle ville de Mont-Royal dispose de pouvoirs réduits.
Le 11 avril 2008, la cité modèle dessinée par Todd en 1910 est désignée lieu historique national.
Depuis 2015, le quartier Royalmount est en construction. La première phase est inaugurée le 5 septembre 2024 dont un centre commercial. Prochainement ce quartier va accueillir un aquarium, un cinéma, des tours à bureau et des logements.

## Transport

### Autoroutier
Située près des principaux axes routiers, elle est au nord de l'autoroute 20, au sud de la 40 et à l'est des autoroutes 15 et 13 sur l’île de Montréal, Mont-Royal bénéficie de plusieurs accès routier au reste de Montréal.

### Aérien
De par son emplacement central, elle est aussi à une quinzaine de minutes de route de l’aéroport international Montréal-Trudeau à Dorval.

### Ferroviaire
Depuis une centaine d'années, Mont-Royal est desservi par le train via les gares Canora et Mont-Royal. Fermées depuis 2020 comme le reste de l'ancienne ligne de train de banlieue de Deux-Montagnes, les stations seront reconverties en stations du REM.

### Transports en commun
Mont-Royal accueille plusieurs infrastructures de la Société de transport de Montréal (STM) avec des lignes d'autobus et de Métro à proximité, comme la station Acadie, sur la ligne bleue, et la station De la Savane, sur ligne orange. Les lignes 16, 119, 165, et 465 circulent sur les gros boulevards de la ville d'un bout à l'autre, tandis que les lignes 92, 100, 124 et 460 y sont limitrophes.

## Démographie
| 1966   | 1971   | 1976   | 1981   | 1986   | 1991   |
| ------ | ------ | ------ | ------ | ------ | ------ |
| 21 845 | 21 560 | 20 514 | 19 247 | 18 350 | 18 212 |

| 1996   | 2001   | 2006   | 2011   | 2016   | 2021   |
| ------ | ------ | ------ | ------ | ------ | ------ |
| 18 282 | 18 682 | 18 933 | 19 503 | 20 276 | 20 053 |

## Administration
La ville est administrée par un conseil municipal de neuf membres, dont le maire, élus pour un mandat de quatre ans. Les dernières élections ont eu lieu le 7 novembre 2021.

### Maires
Le premier maire de la ville, élu en 1913, était Thomas Darling.
| Mont-Royal Maires depuis 2005                                                                                        |                 |         |          |
| Élection | Maire           | Qualité | Résultat |
| 2005 | Vera Danyluk    |         | Voir     |
| 2009 | Vera Danyluk    | Voir    |          |
| 2010 | Philippe Roy    |         | Voir     |
| 2013 | Philippe Roy    | Voir    |          |
| 2017 | Philippe Roy    | Voir    |          |
| 2021 | Peter J. Malouf |         | Voir     |
| Élection partielle en italique Depuis 2005, les élections sont simultanées dans toutes les municipalités québécoises |                 |         |          |

### Conseillers municipaux
| District | Nom                  |
| -------- | -------------------- |
| no 1     | Antoine Tayar        |
| no 2     | Maryam Kamali Nezhad |
| no 3     | Daniel Pilon         |
| no 4     | Maya Chammas         |
| no 5     | Julie Halde          |
| no 6     | Caroline Decaluwe    |
| no 7     | Sébastien Dreyfuss   |
| no 8     | Sophie Séguin        |

### Services
Mont-Royal est desservie par le Service de sécurité incendie de Montréal (SIM), avec sa Caserne 74, et par le Service de police de la ville de Montréal (SPVM). La Ville a perdu son poste de quartier, le 24 Nord, en 2018 lorsqu'il a fusionné avec le PDQ 26 de Côte-des-Neiges Ouest. Elle possède également son propre service de sécurité publique (SPVMR), qui adopte un positionnement préventif en matière de criminalité et assure le respect des règlements municipaux.

## Population et société

### Âge
Selon Statistique Canada, en 2016 l’âge moyen à Mont-Royal était de 41 ans, avec 61 % des résidents entre les âges de 15 et 64 ans (61 %). Toujours en 2016, les 65 ans et plus représentaient quant à eux 19 % de la population.

### Famille
La plupart des ménages (souvent composés de 2 personnes, dont 9 705 sont mariées ou en union libre) vivent dans des résidences de type unifamilial, avec une moyenne de 2 enfants par ménage.

### Langues parlées
Le français et l'anglais sont couramment parlés à Mont-Royal : 15 615 personnes y parlaient les deux langues officielles en 2016 selon Statistique Canada. Au niveau de la langue maternelle, on retrouve cependant plus de francophones (11 005) que d’anglophones (6 400) dans cette ville, contre 320 allophones.

### Religion
En 2014, 67 % des citoyens s’identifiaient en tant que chrétiens (12 800, dont la majorité est catholique), 8 % (1460) de musulmans et 7 % (1390) de juifs. Par ailleurs, plus d’une personne sur dix ne s’identifient à aucune religion.

### Éducation
À Mont-Royal, 74 % de la population de 25 à 64 ans détient un diplôme de niveau universitaire. Selon Statistique Canada, en 2016, 4 425 citoyens possédaient au moins un baccalauréat, 2 225 autres avaient complété au moins une maîtrise et 510 personnes détenaient un doctorat. La majorité (soit 3 525) de ces diplômés ont étudié dans les domaines suivants : commerce, administration publique et gestion.
La Commission scolaire Marguerite-Bourgeoys (CSMB) dispose de plusieurs écoles francophones.
Écoles secondaires:
- École secondaire Mont-Royal
- École secondaire Pierre-Laporte

Écoles primaires:
- École Saint-Clément Est (préscolaire, 1er et 2e cycles du primaire)
- École Saint-Clément Ouest (préscolaire, 1er et 2e cycles du primaire)
- Académie Saint-Clément (3e cycle du primaire)

La Commission scolaire English-Montréal (CSEM) opère deux écoles primaires anglophones à Mont-Royal.
- École primaire Carlyle
- École primaire Dunrae Gardens

## Galerie

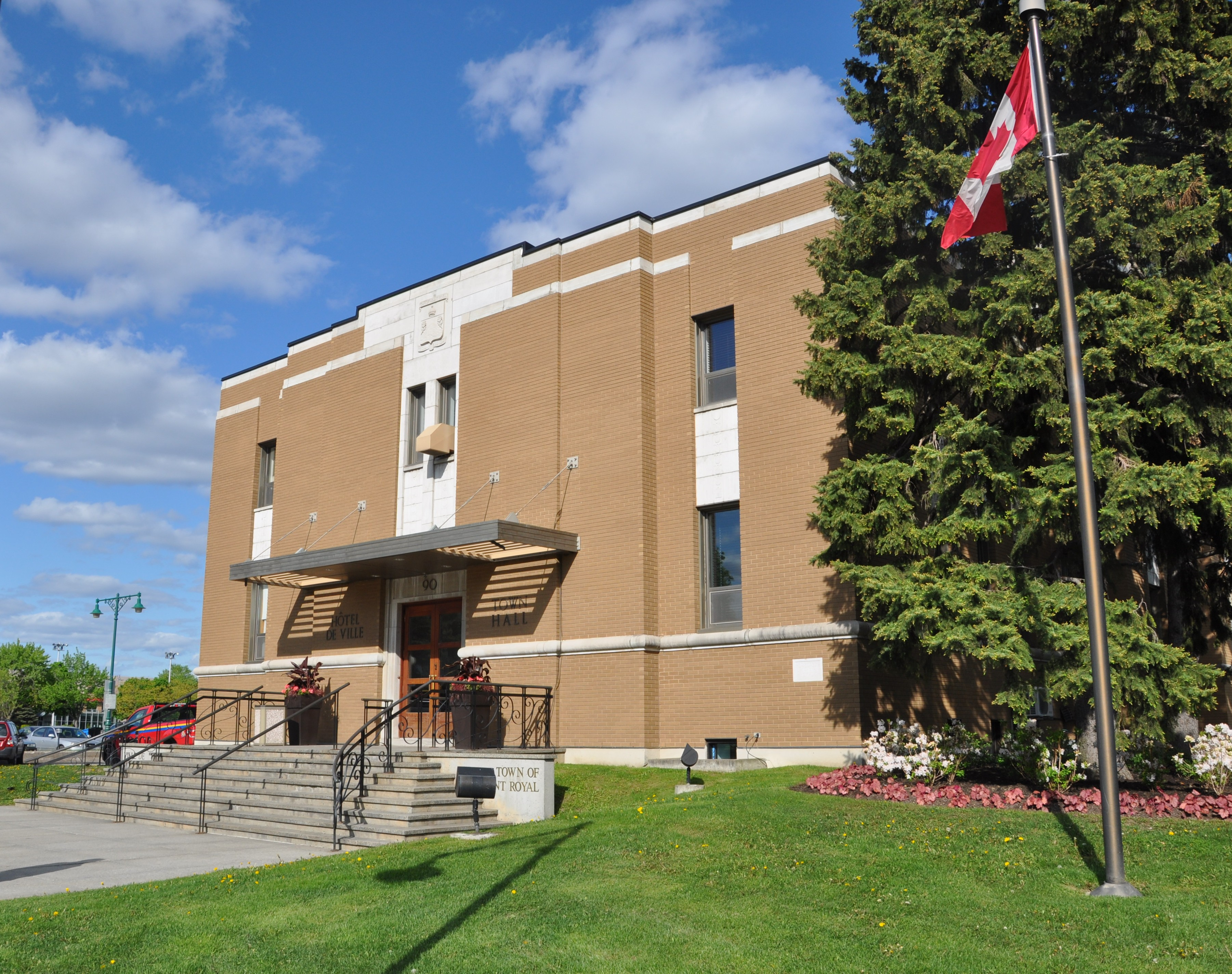
Hôtel de ville
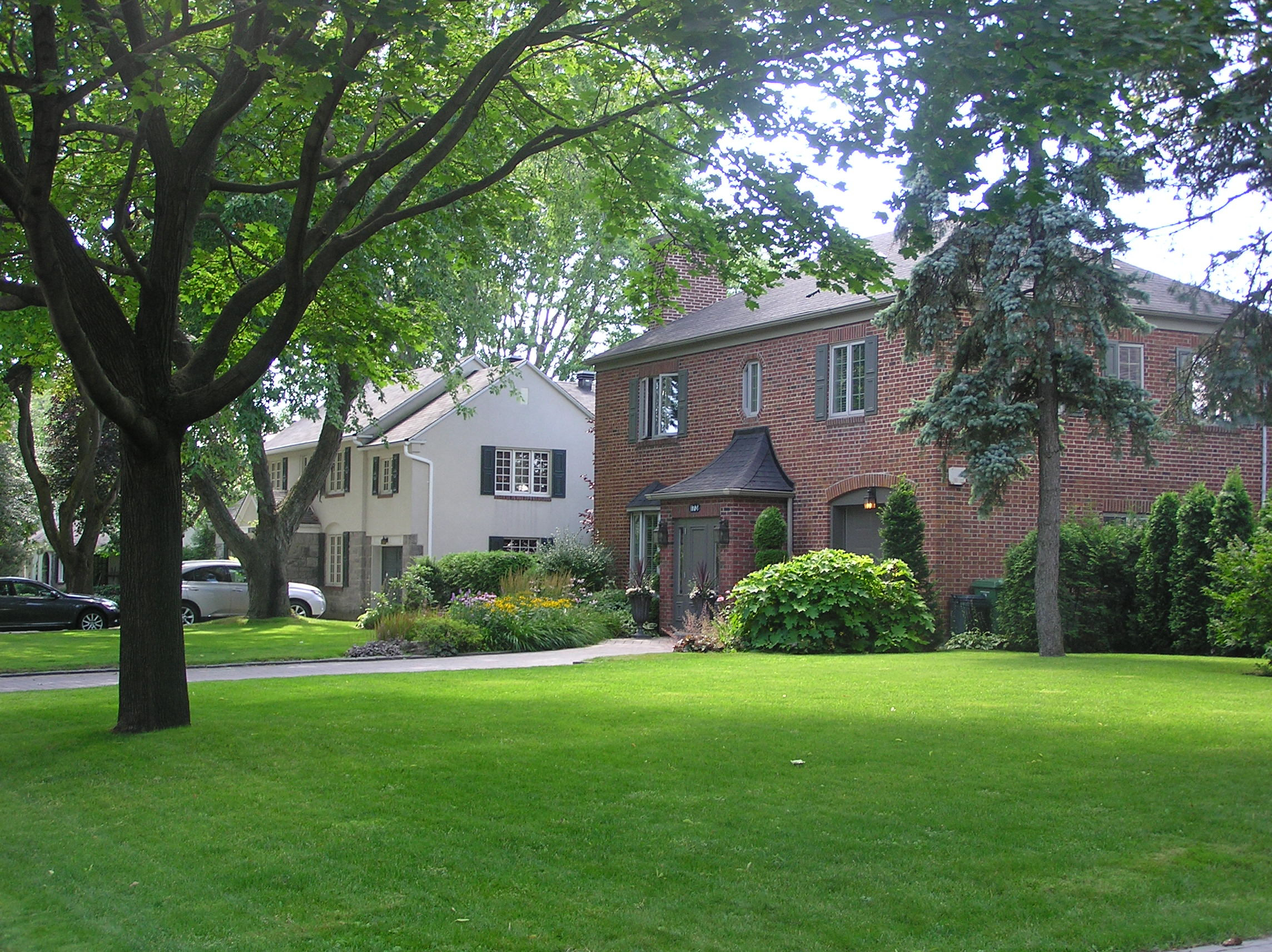
Maisons sur l'avenue Morrison
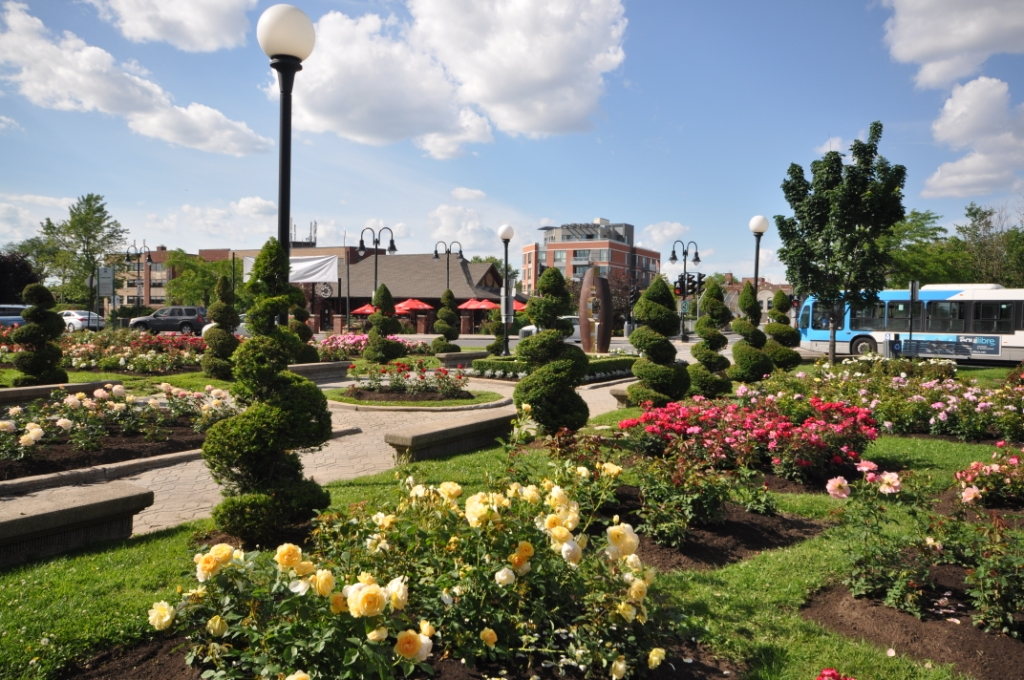
Le parc Connaught, situé au centre de la municipalité
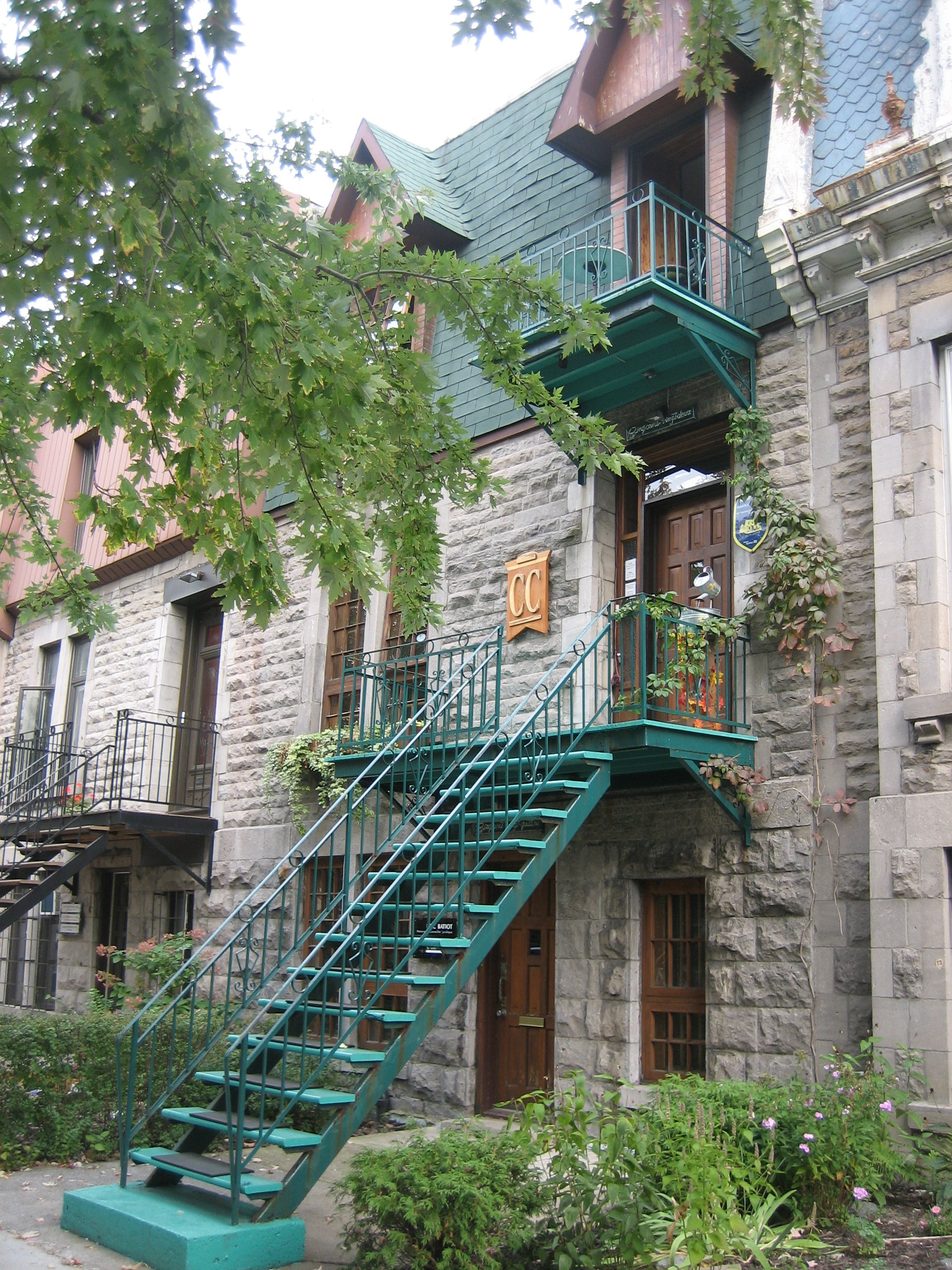
Une rue de Mont-Royal
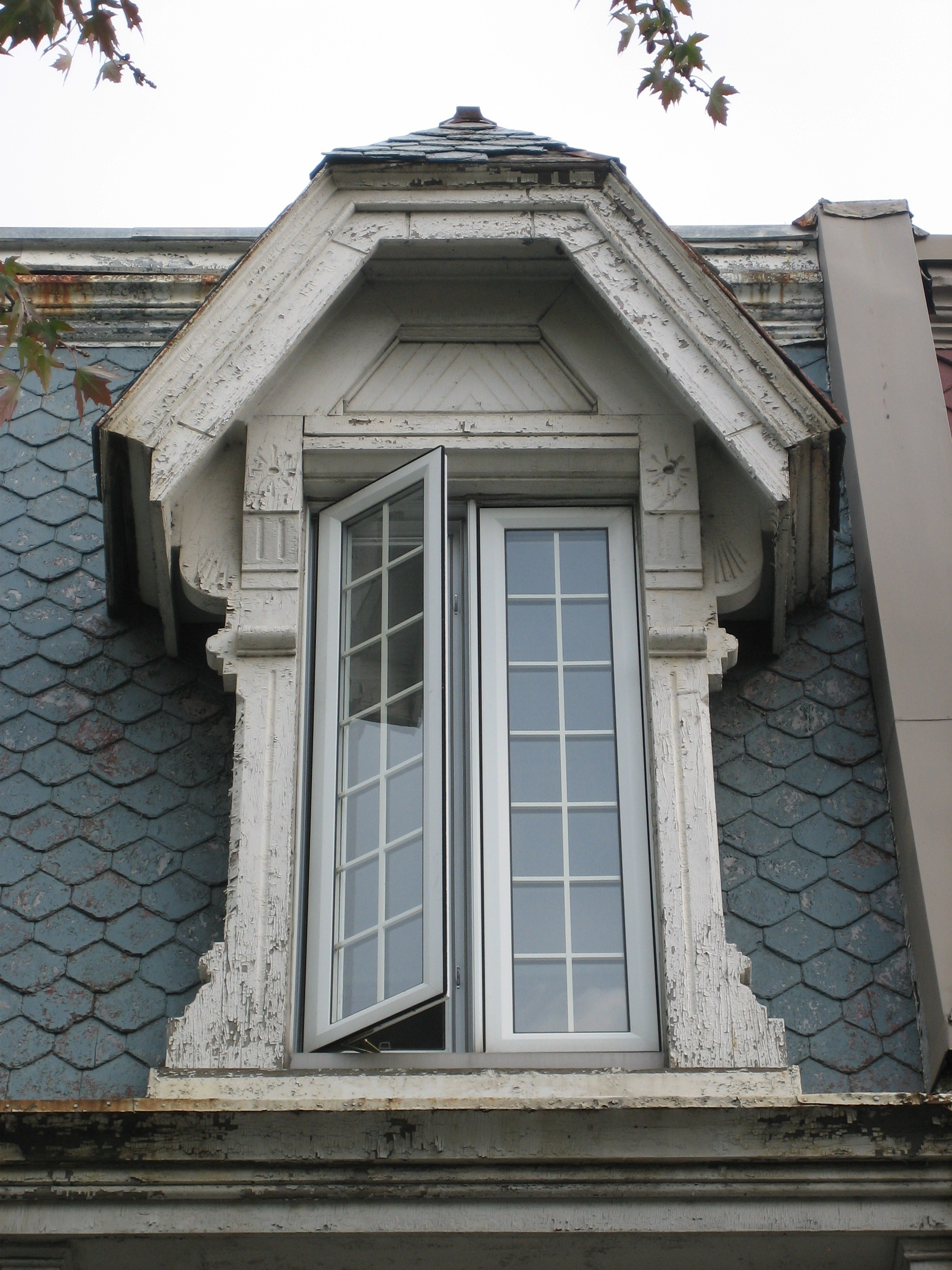
Fenêtre d'une maison de Mont-Royal